# Hans Eklind
Hans Johan Junior Eklind, tidigare Åström Eklind, född 22 december 1966 i Örebro Sankt Nikolai församling i Örebro län, är en svensk präst och politiker, som är riksdagsledamot för Kristdemokraterna (KD). Han är även ordförande för partiet i Örebro län, samt sitter som ledamot i partistyrelsen.

## Biografi
Eklind har tidigare varit förbundsordförande för Kristdemokratiska Ungdomsförbundet (KDU) åren 1992–1996. Han var även president i EYCD (European Young Christian Democrats, numera Europeiska folkpartiets ungdomsförbund, YEPP) åren 1995–1996. Han har arbetat som pressekreterare på Skattebetalarnas förening (1996–1997), lobbyist för Svensk Handel (1998–1999) och informationschef på Skattebetalarnas förening (2000–2002). Åren 2002–2004 var han gruppledare för Kristdemokraterna i Nyköping. Han prästvigdes i Svenska kyrkan 2006 och har varit verksam som komminister i Örebro pastorat sedan 2007, men är tjänstledig därifrån sedan 2018. Han  återvände till politiken inför riksdagsvalet 2018, då han valdes in som riksdagsledamot.
Han har är teologie kandidat och har också studerat statsvetenskap och nationalekonomi vid Linköpings universitet, samt ekonomisk historia vid Stockholms universitet.
Åren 2019–2022 var Eklind migrationspolitisk talesperson i KD. I maj 2019 skrev han en debattartikel i tidningen Dagen där han argumenterade för att KD varken är ett höger- eller vänsterparti. Vid KD:s riksting i Umeå i november 2019 valdes Eklind in som ledamot i KD:s partistyrelse. I november 2022 blev han utsedd till ekonomisk-politisk talesperson för Kristdemokraterna.